# توني فاولر
توني فاولر (4 سبتمبر 1958 في الولايات المتحدة - ) (بالإنجليزية: Tony Fuller)‏ هو مدرب كرة سلة ولاعب كرة سلة أمريكي في مركز هجوم خلفي. لعب مع ديترويت بيستونز وAnchorage Northern Knights ‏.

## وصلات خارجية
- توني فاولر على موقع إن بي أي (الإنجليزية)
- توني فاولر على موقع سبورتس رفرنس (الإنجليزية)
- توني فاولر على موقع كلية كرة السلة في سبورتس رفرنس.كوم (الإنجليزية)
- توني فاولر على موقع ريلجم (الإنجليزية)
- توني فاولر على موقع بروبوليرز (الإنجليزية)
- توني فاولر على موقع كلية كرة السلة في سبورتس رفرنس.كوم (الإنجليزية)